# Patrice Gélard
Pour les articles homonymes, voir Gélard.
Patrice Gélard, né le 3 août 1938 à Toulon (Var) et mort le 25 juin 2020 à Sainte-Adresse (Seine-Maritime), est un juriste et homme politique français, membre du RPR puis de l'UMP.

## Biographie
Patrice Gélard a fait des études de droit et sciences politiques à la faculté de droit de Paris (agrégé de droit public[Quand ?], docteur en sciences politiques en 1962) et de russe et de grec moderne à l'Institut national des langues et civilisations orientales (diplômé en 1960). 
Universitaire de profession (professeur à l'université du Havre et à l'université de Rouen), il est spécialiste de l'URSS et de la Yakoutie. Il préside le groupe d'amitié France-Russie et entretient des liens avec l'administration de Vladimir Poutine.
Il a été élu sénateur de Seine-Maritime le 24 septembre 1995 et réélu le 26 septembre 2004. Il a été conseiller général de Seine Maritime de 1985 à 1992, conseiller municipal puis adjoint au maire du Havre de 1983 à 2008 ainsi que vice-président de la communauté d'agglomération havraise de 2002 à 2014. Patrice Gélard est tête de liste UMP aux élections municipales à Sainte-Adresse (Seine-Maritime) les 9 et 16 mars 2008. Finalement, il est élu maire de la commune dès le premier tour avec 2 204 voix (soit 66,01 % des suffrages).
Il est le président de la COCOE (Commission d'organisation et de contrôle des opérations électorales) lors de l'élection interne de l'UMP de 2012, qui proclame les résultats du scrutin opposant les deux candidats au poste de président du parti sans intégrer les résultats de trois territoires ultramarins (Nouvelle-Calédonie, Mayotte, Wallis-et-Futuna).
Il a quitté la vie politique en 2014. Il meurt le 25 juin 2020.
Édouard Philippe, tout juste réélu maire du Havre, le 5 juillet 2020, lui rend un hommage appuyé.

## Détail des mandats et fonctions
- Vice-président de la communauté de l'agglomération havraise (CODAH)
- Vice-président du groupe français de l'Union interparlementaire
- Membre de la Haute Cour de justice
- Président de la Commission de contrôle des élections de l'UMP
- Conseiller général de la Seine-Maritime (de 1994 à 2001)
- Membre de la Cour de Justice de la République
- Adjoint au maire du Havre (de 1995 à 2008)
- Sénateur de la Seine-Maritime (de 1995 à 2014[7])
- Maire de Sainte-Adresse (de 2008 à 2014[8])

## Distinctions

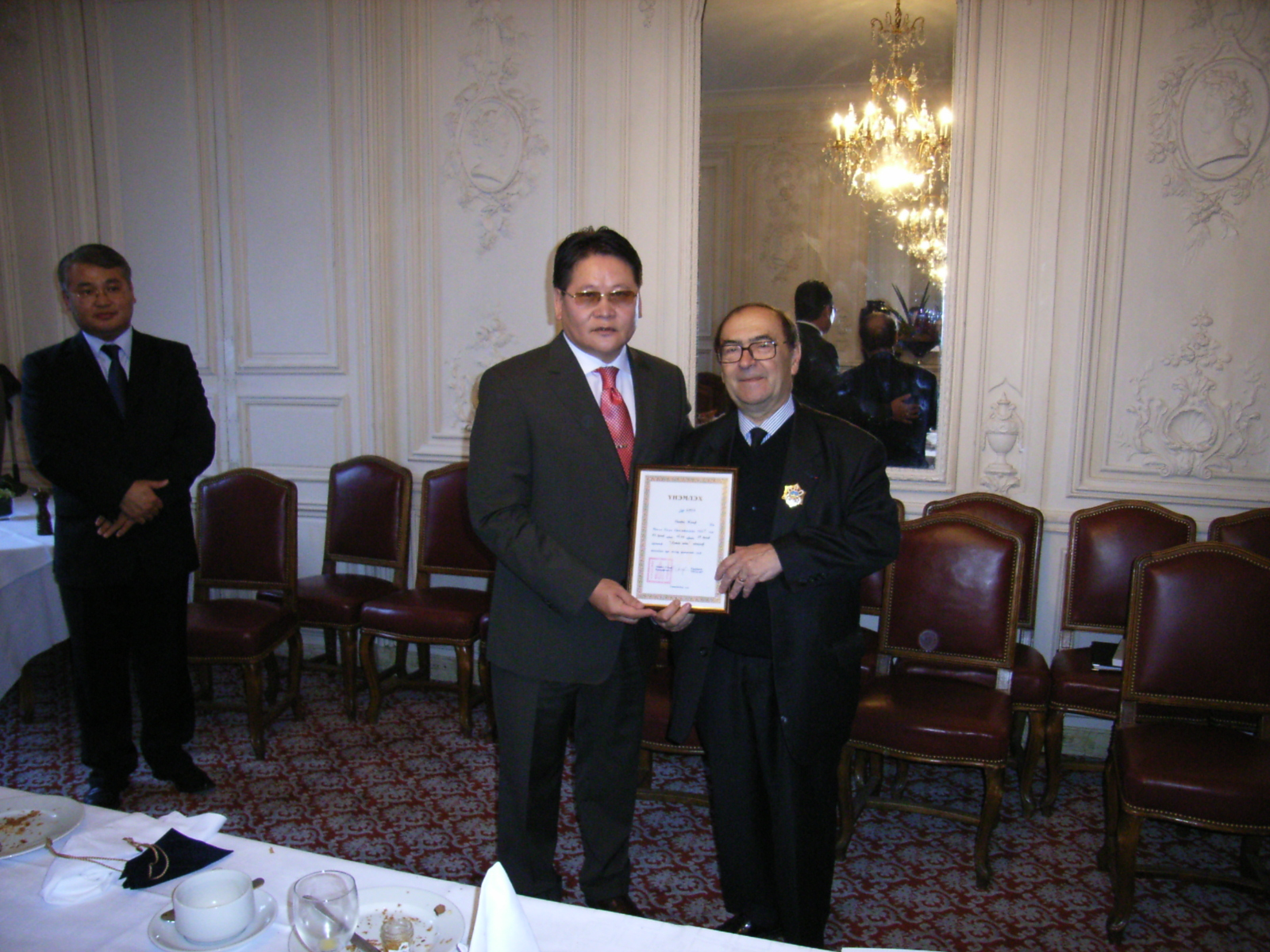
Remise de l'ordre de l’Étoile polaire de Mongolie au président Patrice Gélard.

- Chevalier de la Légion d'honneur
- Officier de l'ordre national du Mérite
- Commandeur de l'ordre des Palmes académiques
- Docteur honoris causa des universités de Bogotá (Colombie) et de São Paulo (Brésil)
- Médaille d’honneur de l’université Carl von Ossietzky d’Oldenbourg (Allemagne)
- Médaille d’honneur de la Rada ukrainienne.
- Ordre ukrainien du Mérite (2e grade)
- Médaille du 800e anniversaire de l’État mongol
- Ordre de Étoile polaire de Mongolie [9]

## Ouvrages
- Institutions politiques et droit constitutionnel (avec Jacques Meunier), Montchrestien, 2001  (ISBN 978-2-7076-1249-6) (éditions antérieures sous le titre Droit constitutionnel et institutions politiques (avec Jean Gicquel et André Hauriou)
- Les systèmes politiques des États socialistes[10], Éditions Cujas, 1975 (2 volumes)
- L'administration locale en URSS, PUF, coll. Dossiers Thémis, Paris, 1973
- Le Parti communiste de l'Union soviétique, PUF, coll. Que sais-je ?, 1re édition 1982  (ISBN 978-2-13-037390-2)
- Les organisations de masse en Union Soviétique : syndicats et Komsomol, Éditions Cujas, 1975,  (ISBN 978-2-254-66523-5)
- Patrice Gélard, Adam Atal, Françoise Barry, Luc Duhamel, L'État et le droit d'Est en Ouest : mélanges offerts au professeur Michel Lesage, Société de législation comparée, 2006  (ISBN 978-2-908199-44-4)
- Droit comparé et psychologie des peuples, Centre de recherches et d'études de psychologie des peuples et de sociologie économiques, 1970
- René Coty (avec la participation de Jean-Jacques Chevalier), in Revue de psychologie des peuples - ethnopsychologie, Issy-les-Moulineaux, Éditions EAP, 37e année, janvier juin 1982, no 1/2